# Labinot Ibrahimi
Labinot Ibrahimi (ur. 25 czerwca 1986 w Prisztinie) – kosowski piłkarz.